# Лысковская епархия
Лы́сковская епархия — епархия Русской православной церкви, объединяющая приходы и монастыри в юго-восточной части Нижегородской области (в границах Большеболдинского, Большемурашинского, Бутурлинского, Вадского, Воротынского, Гагинского, Княгининского, Краснооктябрьского, Лукояновского, Лысковского, Первомайского, Перевозского, Пильнинского, Починковского, Сергачского, Сеченовского, Спасского и Шатковского районов). Входит в состав Нижегородской митрополии.

## История
Лысковское викариатство Нижегородской епархии образовано в 1923 году. После 1950 года не замещалось.
Решением Священного синода от 15 марта 2012 года образована самостоятельная Лысковская епархия, которая была выделена из состава Нижегородской.

## Епископы
Лысковское викариатство
- 22 декабря 1943 — 3 января 1946 — Зиновий (Красовский)
- 3 января — 29 июля 1946 — Максим (Бачинский)
- 29 июля 1946 — 7 декабря 1950 — Иов (Кресович)

Лысковская епархия
- 15 марта 2012 — 17 ноября 2013 — Георгий (Данилов)
- 17 ноября 2013 — 30 мая 2024 — Силуан (Глазкин)
- с 30 мая 2024 года — Георгий (Данилов)

## Благочиния
Епархия разделена на 15 церковных округов (по состоянию на октябрь 2022 года):
- Болдинское благочиние
- Большемурашкинское благочиние
- Вадское благочиние
- Воротынское благочиние
- Княгининское благочиние
- Лукояновское благочиние
- Лысковское благочиние
- Макарьевское благочиние
- Перевозское благочиние
- Пильнинское благочиние
- Починковское благочиние
- Сеченовское благочиние
- Сергачское благочиние
- Ташинское благочиние
- Шатковское благочиние

10 апреля 2013 года из состава Сергачского благочиния было выделено Перевозское благочиние, в границах Перевозского, Бутурлинского и Вадского районов.

## Монастыри
- Свято-Троицкий Макарьевский Желтоводский монастырь в посёлке Макарьево Лысковского района (женский).
- Крестовоздвиженский Красномаровский монастырь в посёлке Красные Мары Спасского района (женский).

Также ведётся восстановление Спасо-Зеленогорского монастыря. В октябре 2014 года впервые за несколько десятилетий была отслужена панихида по насельникам и послушникам монастыря по архивной копии его синодика, обнаруженной в Нижегородском государственном архиве руководителем миссионерской группы Ириной Беспаловой.

## Критика
В 2020 году представителями Лысковской епархии была разобрана и сожжена колокольня Крестовоздвиженской церкви 1854 года постройки в селе Окишино, как находившаяся в аварийном состоянии и представляющая опасность для местных жителей и особенно детей. Данные действия были согласованы с государственными властями и пожарным надзором. Однако это противоречило решению Нижегородского областного совета народных депутатов от 1992 года № 299 «О порядке передачи религиозным организациям культовых зданий, сооружений и архитектурных комплексов, являющихся объектами историко-культурного наследия, на территории Нижнего Новгорода и Нижегородской области», которым все находящиеся на территории Нижегородской области культовые здания, сооружения и архитектурные комплексы, построенные до 1925 года включительно, объявлялись объектами культурного наследия.